# Жетикашкаева, Нуркамал
Нуркамал Жетикашкаева (Джетикашкаева) (кирг. Нуркамал Жетикашкаева; 1918, Жыламыш, Семиреченская область — 1952, Фрунзе) — киргизская советская поэтесса, актриса. Член Союза писателей СССР (с 1946). Первая киргизская поэтесса.

## Биография
Родилась в 1918 году в селе Жыламыш (ныне — Сокулукский район Чуйской области).
После окончания в 1941 году Московского института им. Луначарского стала артисткой республиканского киргизского драматического театра. Одновременно работала научным сотрудником Института киргизского языка, литературы и истории.

## Творчество
Стихи, которые писала Нуркамал начали печататься с 1937 года.
В 1949 году вышла в свет её первая поэма «Жанган жалын» (в переводе с киргизского «Сверкающее пламя»).
Полный сборник стихов и поэм, а также сборник стихов на русском языке «Я — дочь Октября» Н. Жетикашкаевой вышел в свет в 1953 году, уже после её смерти.
Были опубликованы сборники стихов поэтессы:
на киргизском языке
- «Жанган жалын» («Сверкающее пламя», 1949),
- «Жањырган µлкµдµ» («В обновленной стране», 1951),
- «Нуркамалдын ырлары жана поэмалары» («Стихи и поэмы Нуркамал», 1953),
- «Ырлар жана поэмалар» ("Стихи и поэмы, 1978),
- «Ырлар жана поэмалар» («Стихи и поэмы», 1988).

на русском языке
- «Я — дочь Октября» (1958),
- «Проходят дни. Антология киргизской поэзии». М.: Гослитиздат, 1957.

Как и все стихи того времени, они были пронизаны любовью к Родине и СССР.
Нуркамал Жетикашкаева была награждена медалью «За труд во время Великой Отечественной войны 1941—1945 гг.».

## Память
Одна из улиц столицы Кыргызстана — Бишкека названа её именем.